# 梅拉诺市政厅

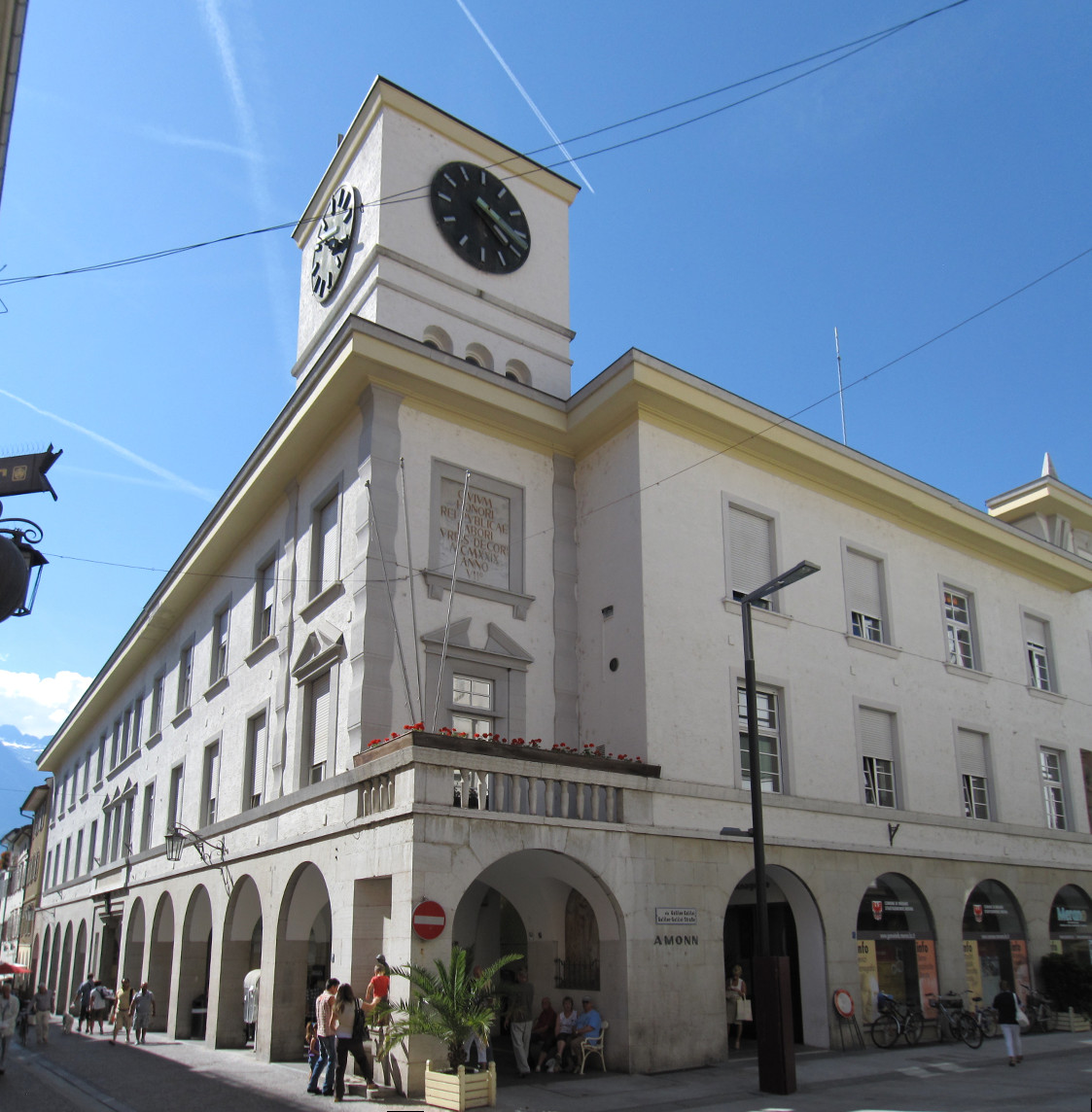
梅拉诺市政厅

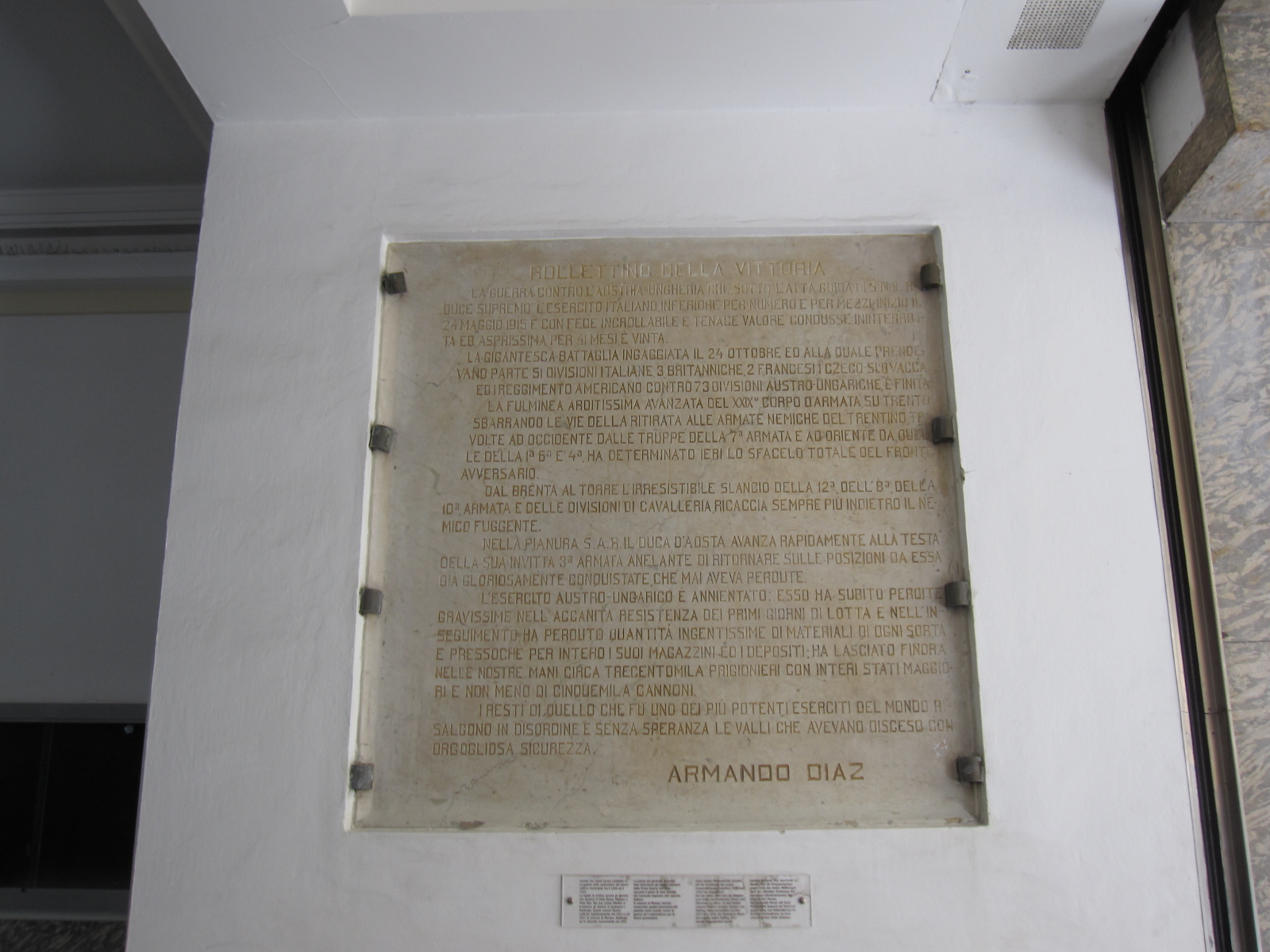
贝尼托·墨索里尼政府安装的法西斯石牌

梅拉诺市政厅(德語：Meraner Rathaus)是意大利博尔扎诺-上阿迪杰自治省梅拉诺的市政府和市议会的所在地。它位于拱廊巷（Laubengasse）与伽利略街（Galilei-Straße）的拐角处。

## 历史
市政厅过去位于拱廊巷（Laubengasse）与邮局巷（Postgasse）的拐角处，当时梅兰还属于奥匈帝国。第一次世界大战后，梅兰被意大利吞并，进行了意大利化运动，梅兰改用意大利语名称“梅拉诺”，邮局巷也改名为伽利略街（Galilei-Straße）。法西斯当局拆除旧市政厅，在1929-1932年间，建造了这座法西斯风格的新市政厅。
建筑师是埃托雷·索特萨森，外部浮雕和绘画是雕塑家阿尔伯特·斯托尔茨（1875-1947 年）的作品。钟楼，上面刻着 "CIVIVM HONORI REI PUBLICAE LABORI VRBIS DECORI MCMXXIX ANNO VII" （献给公民 - 献给国家 - 献给城市作为装饰 - 法西斯第7年（1929年））。
大门内有两块石牌。一块上面是梅拉诺的市徽和区徽，另一块牌子由贝尼托·墨索里尼政府安装，写的是第一次世界大战中阿尔曼多·迪亚兹将军的名言。这冒犯了当地说德语的居民，他们在战争期间为奥地利而战。第二次世界大战和法西斯政权结束之后，这块牌子及其铭文完好无损，但市政当局在它下面增加了一块新牌子，说明旧牌子的历史背景。今天，这块牌子留作纪念，作为对后代的警告。